# Pierre de Rotrou
 (janvier 2012).
Si vous disposez d'ouvrages ou d'articles de référence ou si vous connaissez des sites web de qualité traitant du thème abordé ici, merci de compléter l'article en donnant les références utiles à sa vérifiabilité et en les liant à la section « Notes et références ».
Pour les articles homonymes, voir Rotrou (homonymie).
Pierre de Rotrou, né en 1615 et décédé en 1702, est un noble français. 

## Biographie
Il est le frère de Jean de Rotrou, né en 1609 et mort en 1650, dit Rotrou le poète.
Pierre de Rotrou épouse Louise Le Noël le 4 octobre 1649 dont il aura cinq enfants.
Il obtient une charge à la cour de Versailles. Il fait édifier un château à Saudreville, près d'Étampes.